# XIA-diszkográfia
Kim Dzsunszu (Kim Junsu), művésznevén XIA négy nagylemezt, négy középlemezt és tizenkét kislemezt adott ki 2022 márciusával bezárólag.

## Stúdióalbumok
| Év   | Cím | Legmagasabb helyezés | Legmagasabb helyezés | Legmagasabb helyezés   | Eladás                                            |
| Év   | Cím | Kaon                 | JPN                  | Billboard World Albums | Eladás                                            |
| ---- | --- | -------------------- | -------------------- | ---------------------- | ------------------------------------------------- |
| 2012 | Tarantallegra - 2012. május 14. - C-JeS Entertainment - Nyelv: koreai                                                                         | 1                    | 9                    | 10                     | 130 800+ (Dél-Korea)                              |
| 2013 | Incredible - 2013. július 15. - Kiadó: C-JeS Entertainment - Terjesztő: LOEN Entertainment - Nyelv: koreai - Formátum: CD, digitális letöltés | 2                    | 13                   | 5                      | 90 794 (Dél-Korea)                                |
| 2015 | Flower - Formátum: CD, digitális letöltés | 2                    | 9                    | 7                      | - 67 871 (Dél-Korea) - 17 035 (Japán)             |
| 2016 | Xignature - Formátum: CD, digitális letöltés                                                                                                  | 1                    | 7                    | 14                     | - 39 650 (Dél-Korea) - 6350 (Kína) - 7672 (Japán) |

## Középlemezek
| Cím                                  | Adatok | Legmagasabb helyezés | Legmagasabb helyezés | Legmagasabb helyezés | Eladás                      |
| Cím                                  | Adatok | KOR                  | JPN                  | Billboard            | Eladás                      |
| ------------------------------------ | --- | -------------------- | -------------------- | -------------------- | --------------------------- |
| Musical December 2013 With Kim Junsu | - 2013. december 18. - Kiadó: C-JeS Entertainment - Terjesztő: MUSIC&NEW - Nyelv: koreai - Formátum: CD, digitális letöltés         | 1                    | —                    | —                    | - KOR: 2362                 |
| Yesterday                            | - 2015. október 19. - Kiadó: C-JeS Entertainment - Terjesztő: Loen Entertainment - Nyelv: koreai - Formátum: CD, digitális letöltés | 1                    | 11                   | 9                    | - KOR: 58 870 - JPN: 12 735 |
| Pit a Pat                            | - 2020. november 10. - Kiadó: C-JeS Entertainment - Nyelv: koreai - Formátum: CD, digitális letöltés                                | 7                    | —                    | —                    | - KOR: 32 637               |
| Dimension                            | - 2022. március 16. - Kiadó: Palm Tree Island - Nyelv: koreai - Formátum: CD, digitális letöltés                                    |                      |                      |                      |                             |

## Kislemezek
| Cím                                           | Év   | Legmagasabb helyezés | Legmagasabb helyezés | Legmagasabb helyezés | Legmagasabb helyezés | Legmagasabb helyezés | Legmagasabb helyezés | Eladás                | Album                      |
| Cím                                           | Év   | KOR                  | KOR                  | KOR                  | JPN                  | JPN                  | Billboard            | Eladás                | Album                      |
| Cím                                           | Év   | Albumok              | Kislemezek           | K-Pop Hot 100        | Kislemezek           | Hot 100              | Billboard            | Eladás                | Album                      |
| --------------------------------------------- | ---- | -------------------- | -------------------- | -------------------- | -------------------- | -------------------- | -------------------- | --------------------- | -------------------------- |
| Xiah                                          | 2010 | —                    | —                    | —                    | 2                    | 4                    | —                    | 225 000+ (Japán)      | Xiah                       |
| I Don't Like Love                             | 2012 | —                    | 18                   | 15                   | —                    | —                    | —                    | - 385 157 (Dél-Korea) | Tarantallegra              |
| Tarantallegra                                 | 2012 | —                    | 22                   | 39                   | —                    | —                    | 13                   | - 195 293 (Dél-Korea) | Tarantallegra              |
| Uncommitted                                   | 2012 | 1                    | —                    | —                    | —                    | —                    | —                    | - 60 000+ (Dél-Korea) | Uncommitted                |
| Thank U For                                   | 2012 | —                    | 9                    | 24                   | —                    | —                    | —                    |                       |                            |
| 11am                                          | 2013 | —                    | 16                   | 27                   | —                    | —                    | 22                   | - 169 368 (Dél-Korea) | Incredible                 |
| Incredible (feat. Quincy)                     | 2013 | —                    | 14                   | 27                   | —                    | —                    | 10                   | - 131 609 (Dél-Korea) | Incredible                 |
| Serendipity (스치다)                          | 2013 | —                    | —                    | —                    | —                    | —                    | —                    |                       |                            |
| Flower (feat. Tablo)                          | 2015 | —                    | 4                    | —                    | —                    | —                    | 4                    | - 172 154 (Dél-Korea) | Flower                     |
| Yesterday                                     | 2015 | —                    | 12                   | —                    | —                    | —                    | —                    | - 151 517 (Dél-Korea) | Yesterday                  |
| How Can I Love You                            | 2016 | —                    | 1                    | —                    | —                    | —                    | 12                   | - 504 386 (Dél-Korea) | Descendants of the Sun OST |
| Rock The World (feat. The Quiett & Automatic) | 2016 | —                    | —                    | —                    | —                    | —                    | —                    | - 38 370 (Dél-Korea)  | Xignature                  |

## Videóklipek
| Év   | Dal                                                | Album                  | Megjegyzés                                                               |
| ---- | -------------------------------------------------- | ---------------------- | ------------------------------------------------------------------------ |
| 2006 | Timeless                                           | Csang Li-jin: I Will   |                                                                          |
| 2007 | AnyBand: Talk Play Love & Promise U                |                        |                                                                          |
| 2010 | Intoxication                                       | Xiah (kislemez)        |                                                                          |
| 2012 | Tarantallegra                                      | Tarantallegra          |                                                                          |
| 2012 | Tarantallegra (Dance Ver.)                         | Tarantallegra          |                                                                          |
| 2012 | Uncommitted                                        | Uncommitted (kislemez) | rendezte: Marc Klasfeld                                                  |
| 2012 | 알면서도 (Almjonszodo; Even though I already know) | Tarantallegra          |                                                                          |
| 2012 | Vista                                              | Fiestar: VISTA         | csak szereplőként                                                        |
| 2013 | 11 AM                                              | Incredible             | A videóklipet élő énekkel vették fel, speciális mikrofonok segítségével. |
| 2013 | Incredible ft. Quincy                              | Incredible             |                                                                          |
| 2015 | Flower                                             | Flower                 |                                                                          |
| 2015 | "꼭 어제"                                          | Yesterday              |                                                                          |
| 2015 | "OeO"                                              | Yesterday              |                                                                          |
| 2016 | "Rock the World"                                   | Xignature              |                                                                          |

## DVD
- Kim Junsu Musical Concert, Levay with Friends, 2011
- XIA 1st Asia Tour Concert – Tarantallegra, 2012
- 2012 XIA Ballad & Musical Concert with Orchestra, 2013

## Közreműködések
| Év   | Cím                                         | Megjegyzés                                                                 | Lemez                         |
| ---- | ------------------------------------------- | -------------------------------------------------------------------------- | ----------------------------- |
| 2006 | All Rise                                    | élő felvétel                                                               | 1st Live Concert Rising Sun   |
| 2006 | Timeless                                    | duett                                                                      | Csang Li-Jin: I Will          |
| 2006 | Beautiful Thing                             | szólódal a TVXQ Vacation című sorozatában                                  | Vacation OST                  |
| 2007 | My Page                                     | élő felvétel                                                               | 2nd Asia Tour Concert "O"     |
| 2007 | 조개껍질 묶어 (Csogekkopcsil mukko)         | további közreműködők: BoA, Sim Cshangmin, Lina, Sunday, Ryeo Wook, Ye Sung | 2007 Summer SMTown – Fragile  |
| 2007 | AnyBand                                     | Samsung Anycall projekt BoA-val, Tablóval és Csin Borával                  | Samsung Anycall reklámfilm    |
| 2008 | If... / Rainy Night                         | szólódal a TVXQ 19. japán kislemezén                                       | If.../Rainy Night             |
| 2008 | 소원 (Szovon)                               | közreműködők: Szim Cshangmin, Ryeo Wook, Kyu Hyun                          | Mirotic                       |
| 2009 | Xiahtic                                     | élő felvétel                                                               | 3rd Asia Concert Mirotic      |
| 2010 | Xiahtic                                     | japán nyelvű                                                               | Break Out!                    |
| 2010 | 君がいれば ～Beautiful Love～               | a Beautiful Love ～君がいれば～ című japán sorozat betétdala               | Xiah                          |
| 2010 | 悲しみのゆくえ (The Whereabouts of Sadness) | a ５年後のラブレター (A Love Letter 5 Years From Now) sorozat betétdala    | Xiah                          |
| 2010 | Too Love                                    | a Sungkyunkwan Scandal sorozat betétdala                                   | Sungkyunkwan Scandal OST      |
| 2011 | You Are So Beautiful                        | a Scent of a Woman sorozat betétdala                                       | Scent of a Woman OST (Part 2) |
| 2012 | 사랑이 싫다구요 (Szarangi silhdagujo)       | a Rooftop Prince című sorozat betétdala                                    | Rooftop Prince OST            |
| 2012 | 사랑은 눈꽃처럼 (Szarangun nunkkotcshorom)  | a Nice Guy sorozat betétdala                                               | Nice Guy OST                  |
| 2013 | 바보 가슴 (Pabo kaszum)                     | A Heaven's Order c. sorozat betétdala                                      | Heaven's Order OST Part 2     |
| 2013 | 사랑합니다 (Szaranghamnida)                 | Az Empress Ki c. sorozat betétdala                                         | Empress Ki OST Part 3         |
| 2014 | In the Time I Love You                      | A Mr. Back c. sorozat betétdala                                            | Mr. Baek OST Part 1           |
| 2015 | The Time of You Has Passed                  | A Jungnjongi narusa c. sorozat betétdala                                   | Six Flying Dragons OST Part 2 |

## Dalszerzőként
| Év   | Közreműködés         | Dal                                                     | Nyelv  | Lemez                           |
| ---- | -------------------- | ------------------------------------------------------- | ------ | ------------------------------- |
| 2006 | dalszerző            | 네 곁에 숨쉴 수 있다면 Ne kjothe szumszül szu ittdamjon | koreai | TVXQ: "O"-Csong.Pan.Hap.        |
| 2007 | dalszerző            | My Page                                                 | koreai | TVXQ: 2nd Asia Tour Concert "O" |
| 2007 | szövegíró            | Daydream                                                | koreai | AnyBand                         |
| 2008 | dalszerző            | Rainy Night                                             | japán  | TVXQ: If.../Rainy Night         |
| 2008 | szövegíró            | 노을..바라보다 Noul.. Paraboda                          | koreai | TVXQ: Mirotic                   |
| 2009 | dalszerző, szövegíró | Xiahtic                                                 | koreai | TVXQ: 3rd Asia Concert Mirotic  |
| 2010 | dalszerző, szövegíró | Xiahtic                                                 | japán  | TVXQ: Break Out!                |
| 2010 | dalszerző, szövegíró | Intoxication                                            | japán  | Xiah                            |
| 2010 | dalszerző            | I Can Soar                                              | angol  | JYJ: The Beginning              |
| 2011 | dalszerző            | Mission                                                 | koreai | JYJ: Their Rooms                |
| 2011 | dalszerző; szövegíró | Fallen Leaves                                           | koreai | JYJ: Their Rooms                |
| 2011 | szövegíró            | You're                                                  | koreai | JYJ: In Heaven                  |
| 2012 | dalszerző            | Sunset                                                  | koreai | Tarantallegra                   |
| 2012 | dalszerző            | Tarantallegra (feat. Flowsik of Aziatix)                | koreai | Tarantallegra                   |
| 2012 | dalszerző            | 돌고 돌아도 Tolko torado                                | koreai | Tarantallegra                   |
| 2012 | dalszerző, szövegíró | Set Me Free (feat. Bizzy)                               | koreai | Tarantallegra                   |
| 2012 | dalszerző, szövegíró | Lullaby (feat. 개코 Of Dynamic Duo)                     | koreai | Tarantallegra                   |
| 2012 | dalszerző, szövegíró | 이슬을 머금은 나무 Iszulun mogumun namu                 | koreai | Tarantallegra                   |
| 2012 | dalszerző, szövegíró | Intoxication                                            | koreai | Tarantallegra                   |
| 2012 | dalszerző, szövegíró | Breath (feat. Double K)                                 | koreai | Tarantallegra                   |
| 2012 | szövegíró            | Fever                                                   | koreai | Tarantallegra                   |
| 2013 | dalszerző            | Rainy Eyes                                              | koreai | Incredible                      |
| 2013 | szövegíró            | Incredible                                              | koreai | Incredible                      |
| 2013 | szövegíró            | Turn It Up (feat. Dok2)                                 | koreai | Incredible                      |
| 2013 | dalszerző, szövegíró | 나지금고백한다 Na csigum kobekhanda (feat. Gilme)       | koreai | Incredible                      |
| 2013 | dalszerző, szövegíró | 이노래웃기지 I nore utkidzsi                            | koreai | Incredible                      |
| 2014 | dalszövegíró         | Letting Go                                              | koreai | JYJ: Just Us                    |
| 2015 | szövegíró            | Reach                                                   | koreai | Flower                          |
| 2015 | szövegíró            | Out of Control                                          | koreai | Flower                          |
| 2015 | szövegíró            | License to Love                                         | koreai | Flower                          |
| 2015 | szövegíró            | Musical in Life                                         | koreai | Flower                          |
| 2015 | szövegíró            | F.L.P                                                   | koreai | Flower                          |
| 2015 | dalszerző            | Hello Hello                                             | koreai | Flower                          |
| 2015 | dalszerző, szövegíró | 꽃 (Flower)                                             | koreai | Flower                          |
| 2015 | dalszerző, szövegíró | X Song                                                  | koreai | Flower                          |